# Académie de Police Émilien Vaes
 (juillet 2014).
Si vous disposez d'ouvrages ou d'articles de référence ou si vous connaissez des sites web de qualité traitant du thème abordé ici, merci de compléter l'article en donnant les références utiles à sa vérifiabilité et en les liant à la section « Notes et références ».
L'Académie Provinciale de Police du Hainaut, abrégée APPH, est une des quatre académies de police francophone de Belgique.
Elle dépend de la Police fédérale belge.
Elle est située sur la Route d'Ath à Jurbise dans la province de Hainaut.
Son directeur est le Commissaire de Police Thierry Dierick.

## Formations dispensées
Depuis 1999, elle fait partie de l'Institut provincial de formation du Hainaut (IPF Hainaut), qui forme également des ambulanciers et pompiers.
Elle forme actuellement les futurs recrues de la police belge intégrée. Initialement, elle instruisait les membres de l'ancienne Police communale belge, et ce, avant la réforme des polices de 2001.

## Installations
À l'arrière de l'académie est située la piste de jogging Vincent Rousseau, du nom du coureur à pied professionnel.
Le lieu de formation met également à disposition de ses aspirants une salle de sport, un stand de tir et un simulateur de conduite.